# 早野義章
早野 義章（はやの ぎしょう、1862年3月12日（文久2年2月12日） - 1932年（昭和7年）1月4日）は、日本の海苔養殖家、教育者。小学校校長を経て、海苔の養殖業に転身し、有明海で初めて海苔の養殖に成功した。門下生により、岡山、愛媛、朝鮮半島に海苔の養殖技術が広まった。

## 略歴
1862年（文久2年）、留守居番の父大七、母マスの三男として生まれる。東京へ遊学後、大浜尋常小学校訓導に就く。後、校長に就任。
1894年（明治27年）頃、地域の貧窮を救うため海苔の養殖を提唱、校長を退職し、自ら海苔の養殖業を始める。1901年（明治34年）、県水産試験場支場誘致に成功する。1902年（明治35年）、海苔の養殖に成功。「玉名海苔」として、東京・大阪へ出荷する。
1903年（明治36年）、郡会議員初当選。
1906年（明治39年）、第二回関西九州連合水産共進会海苔部門で二等賞受賞。当時の皇太子が購入した。
1907年（明治40年）、大浜横島海苔水産組合を設立し、組合長に就任。1908年（明治41年）、有明海干拓事業に着手。1912年（大正元年）、長栄開、有明開竣工。
1915年（大正4年）、賞動局より大銀杯を受領。1921年（大正10年）、熊本県知事より表彰。1931年（昭和6年）12月、天皇へ新海苔を献上する。
1932年（昭和7年）1月4日没。

## 参考リンク
- 『大日本人物名鑑（ルーブル社出版部）』 - 国立国会図書館デジタルコレクション
- 熊本県教育委員会くまもとの偉人（熊本県近代文化功労者）